# Outpost 2: Black Sun
Outpost 2: Black Sun, auch Outpost 2, ist ein britischer Horrorfilm des Regisseurs Steve Barker aus dem Jahr 2012. Es basiert auf dem Drehbuch von Rae Brunton. Es ist die Fortsetzung des Films Outpost – Zum Kämpfen geboren aus dem Jahr 2008.